# Lutzomyia viannamartinsi
Lutzomyia viannamartinsi är en tvåvingeart som beskrevs av Sherlock I. A., Guitton N. 1970. Lutzomyia viannamartinsi ingår i släktet Lutzomyia och familjen fjärilsmyggor. Inga underarter finns listade i Catalogue of Life.